# Kanton Noirétable
Noirétable is een voormalig kanton van het Franse departement Loire. Het kanton maakte deel uit van het arrondissement Montbrison. Het werd opgeheven bij decreet van 26 februari 2014 met uitwerking in 2015.

## Gemeenten
Het kanton Noirétable omvatte de volgende gemeenten:
- Cervières
- La Chamba
- La Chambonie
- La Côte-en-Couzan
- Noirétable (hoofdplaats)
- Saint-Didier-sur-Rochefort
- Saint-Jean-la-Vêtre
- Saint-Julien-la-Vêtre
- Saint-Priest-la-Vêtre
- Saint-Thurin
- Les Salles
- La Valla-sur-Rochefort